# Gainare Tottori
Gainare Tottori (em japonês:  ガイナーレ鳥取 - Gaināre Tottori) é um clube de futebol japonês, sediado em Tottori. Disputa atualmente a J3 League, a terceira divisão nacional.

## História
Fundado em 1983 como Tottori Teachers' Soccer Club, abriu espaço para outros jogadores de profissões diferentes em 1989, passando a se chamar SC Tottori. Promovido para a Japan Football League (então a terceira divisão japonesa) após vencer a Liga Regional de Chugoku em 2000, o clube mudou seu nome para o atual em 2007 - Gainare é uma junção entre as palavras "Gaina" ("grande", no dialeto local) e "Sperare" ("esperar", em italiano).
Em outubro de 2010, após as malsucedidas tentativas em 2008 e 2009 e tendo como principal jogador o atacante Masayuki Okano (que defendeu o Urawa Red Diamonds entre 1994 e 2001 e 2004 e 2008), terminou pela primeira vez entre os 4 primeiros da JFL ao vencer o Arte Takasaki por 3 a 0. Em novembro, o Conselho de Administração Extraordinário da J.League aprovou por unanimidade a adesão à entidade, confirmando a promoção do clube para a J2. Na temporada de estreia na segunda divisão, ficou em penúltimo lugar, mas não houve rebaixamento devido ao sismo e tsunami ocorrido em 2011. Em 2012 ficou em 20º lugar e, na edição seguinte, não evitou a queda para a J3 ao terminar na lanterna com 31 pontos, também com Okano em seu elenco - ele encerraria a carreira após a temporada.
Pela Copa do Imperador, o melhor desempenho do Gainare foi em 2011 e 2012, quando chegou até a terceira fase, sendo eliminado pelo Shimizu S-Pulse e Kashima Antlers, esta última apenas na prorrogação.

## Estádio, mascote e cores
O Gainare manda seus jogos no Axis Bird Stadium, com capacidade para 16.033 lugares. Sua cor principal é o verde-claro, e o mascote oficial é Gainaman, escolhido em maio de 2012. Até então, o mascote não-oficial do clube era Kitaro, protagonista da série de mangás GeGeGe no Kitarou.

## Treinadores
- Yoji Mizuguchi (2007)
- Witthaya Laohakul (2007–2010)
- Takeo Matsuda (2010–2012)
- Hideo Yoshizawa (2012–2013)
- Norio Omura (2013)
- Koji Maeda (2013–2014)
- Masanobu Matsunami (2014–2016)
- Tetsuji Hashiratani (2016–2017)
- Ryuzo Morioka (2017–2018)
- Daisuke Sudo (2018–2019)
- Riki Takagi (2019–2021)
- Kim Jong-song (2021–2023)
- Kohei Masumoto (2023–)